# Stolen Holiday

Stolen Holiday est un film américain de Michael Curtiz sorti en 1937.

## Synopsis
L'aventurier Orloff et Nicky, une mannequin ambitieuse, se trouvent associés pour le meilleur et le pire dans le Paris des années 30. Elle rêve de gravir les échelons sociaux pour faire partie de la haute société au point de devenir la célèbre créatrice d'une maison de haute couture. Elle s'allie donc avec l'homme d'affaires Orloff pour escroquer les plus riches. Jusqu'au jour où elle tombe amoureuse d'un honnête diplomate anglais qui lui promet un meilleur avenir, loin des combines financières avec Orloff. Inspiré par l'affaire Stavisky.

## Fiche technique
- Titre : Stolen Holiday
- Réalisation : Michael Curtiz
- Sociétés de production : Warner Bros. Pictures, First National Pictures
- Scénario : Casey Robinson, Warren Duff, Virginia Kellogg
- Dialogues : Stanley Logan
- Musique : Leo F. Forbstein
- Montage : Terry O. Morse
- Direction artistique : Anton Grot
- Costumes: Orry-Kelly
- Pays d'origine : États-Unis
- Langue : Anglais
- Format : Noir et blanc
- Genre : Mélodrame
- Durée : 80 minutes
- Date de sortie :
  - États-Unis : 6 février 1937

## Distribution
- Claude Rains : Stefan Orloff
- Kay Francis : Nicole 'Nicky' Picot
- Ian Hunter : Anthony 'Tony' Wayne
- Alexander D'Arcy : Leon Anatole
- Alison Skipworth : Suzanne, assistante et amie de Nicky
- Betty Lawford : Helen Tuttle
- Walter Kingsford : Francis Chalon
- Houseley Stevenson (non crédité) : un officiel au mariage